# HNK Trogir
HNK Trogir či NK Trogir 1912 (celým názvem chorvatsky Hrvatski nogometni klub Trogir) je chorvatský fotbalový klub se sídlem v dalmatském městě Trogir. Domovským hřištěm NHK Trogir je Batarija (igralište Batarija).

## Historie
Klub byl založen v roce 1912, v době, kdy Dalmácie byla součástí Rakouska-Uherska. Prvním předsedou klubu byl Luja Madirazza.
Po první světové válce klub obnovil svou činnost pod názvem Slaven, který používal až do roku 1990 a poté se přejmenoval na Trogir. V roce 2009 se klub dostal to finančních potíží a spadl do 3. chorvatské ligy, divize jih.
V listopadu téhož roku vznikl nový klub s názvem NK Trogir 1912. Do jeho čela se postavila skupina skalních fanoušků "MALARI", kterému se podařilo udržet klub v činnosti. Do roku 2013 byl financován pouze ze soukromých zdrojů skupiny bez přispění města.